# Nepenthes baramensis
Nepenthes baramensis är en tvåhjärtbladig växtart som beskrevs av C. Clarke, J.A. Moran och Chi. C. Lee. Nepenthes baramensis ingår i släktet Nepenthes och familjen Nepenthaceae. Inga underarter finns listade i Catalogue of Life.

## Bildgalleri

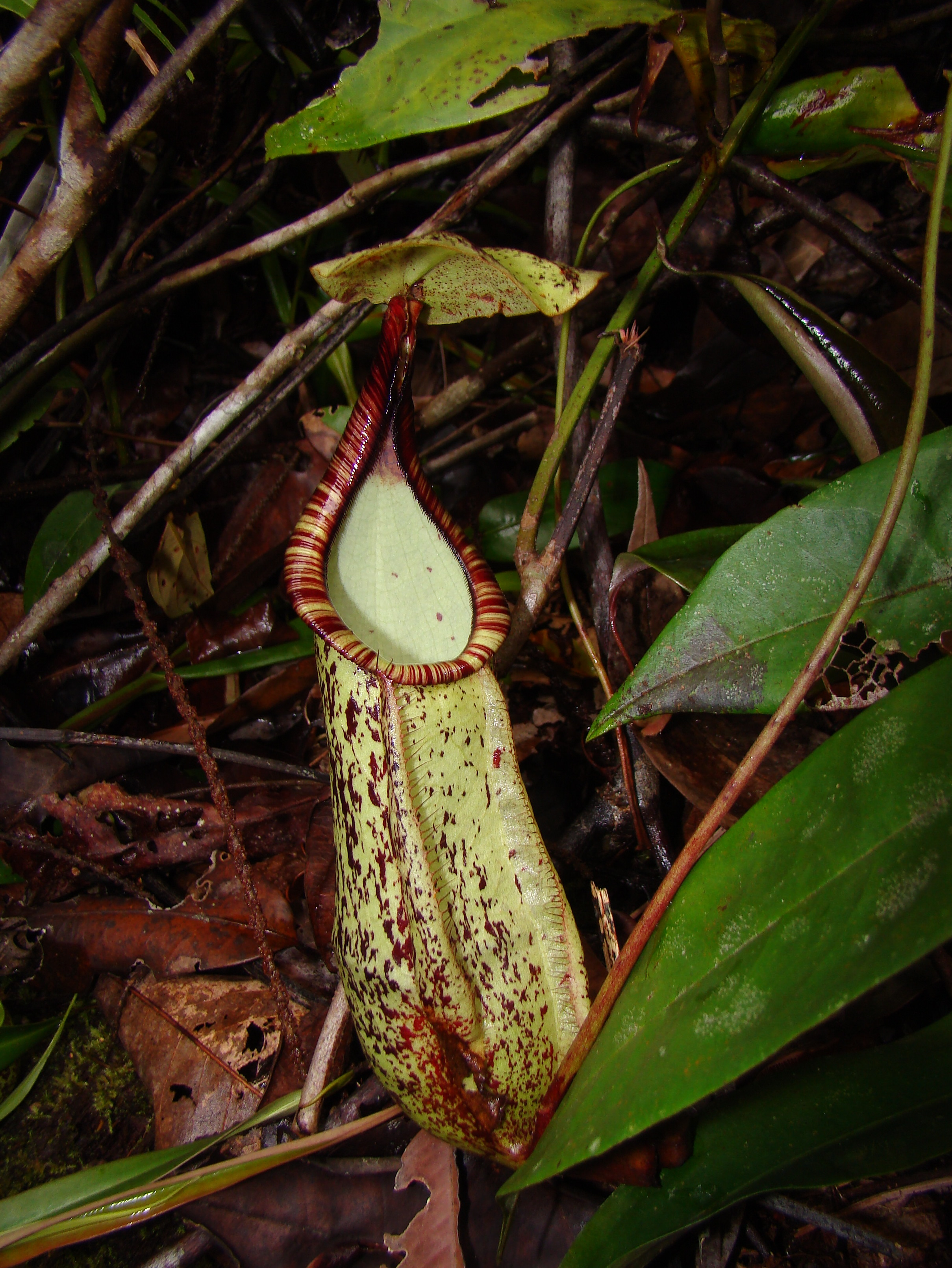